# Waldorf (Minnesota)
Waldorf város az Amerikai Egyesült Államok Minnesota államában, Waseca megyében. Lakosainak száma 201 fő (2020. április 1.).

## Népesség
A település népességének változása:

| 2010 | 229 |
| 2020 | 201 |